# Clorhidratos

Estructura química de la isonitrozina, ejemplo de clorhidrato.

En química, un clorhidrato es una sal ácida resultante, o considerada resultante, de la reacción del ácido clorhídrico con una base orgánica (por ejemplo, una amina). Un nombre alternativo arcaico es muriato, derivado del antiguo nombre del ácido clorhídrico: ácido muriático.

## Usos
Convertir aminas insolubles en clorhidratos es una forma común de hacerlas solubles en agua. Esta característica es particularmente deseable para sustancias utilizadas en medicamentos. Esto se debe a que cuando la tableta se disuelve después de tomarla, puede moverse por el torrente sanguíneo más fácilmente, lo que lo convierte en un tratamiento más efectivo.  La Farmacopea Europea enumera más de 200 clorhidratos como ingredientes activos en medicamentos. Estos hidrocloruros, en comparación con las bases libres, pueden disolverse más fácilmente en el tracto gastrointestinal y ser absorbidos por el torrente sanguíneo más rápidamente. Además, muchos clorhidratos de aminas tienen una vida útil más larga que sus respectivas bases libres.
El clorhidrato se usa en cremas para ayudar a tratar una serie de infecciones fúngicas de la piel, como la tiña o el pie de atleta. También se puede usar para tratar otras afecciones de la piel como eccema y dermatitis. Su propósito principal es matar la causa de la afección de la piel para ayudar a la piel a restaurar su estado natural.